# 7 Wochen Ohne
7 Wochen Ohne ist eine bundesweite Fastenaktion der Evangelischen Kirche in Deutschland, die jedes Jahr in der Passionszeit stattfindet. Sie beginnt stets am Aschermittwoch und endet immer am Ostersonntag. Die Fastenaktion gilt in Deutschland mit jährlich mehr als zwei Millionen Teilnehmern als bekannteste kirchliche Aktion nach Brot für die Welt.

## Die Fastenaktion
1983 beschloss in Hamburg eine Gruppe von Journalisten und Theologen, sieben Wochen lang – von Aschermittwoch bis Ostern – zu fasten. Auf einen Aufruf in einer Kirchenzeitung der Nordelbischen Evangelisch-Lutherischen Kirche meldeten sich 70 Teilnehmer. Ein Jahr später nahmen 300 Menschen teil. Die Idee breitete sich rasch aus, so dass die Koordination 1992 von der Nordelbischen Evangelisch-Lutherischen Kirche an das bundesweit tätige Gemeinschaftswerk der Evangelischen Publizistik in Frankfurt am Main übertragen wurde. 1989 beteiligten sich bereits rund 500.000 Menschen an der kirchlichen Fastenaktion.
Mittlerweile nehmen laut einer Emnid-Umfrage jährlich mehr als 3 Millionen Menschen in Deutschland an der Fastenaktion „7 Wochen Ohne“ teil, wobei die Gesamtzahl der Bundesbürger, die während der Fastenzeit auf bestimmte Nahrungs- und Genussmittel verzichten wollen, gemäß einer forsa-Umfrage von 2007 für das Magazin stern bei rund 11,5 Millionen Menschen liegt.
Das Gemeinschaftswerk der Evangelischen Publizistik organisiert, betreut und unterstützt die Fastenaktion, zum Beispiel durch Medieninformationen, Fastenkalender, Fastenbegleitbriefe und weitere Materialien sowie durch einen eigenen Internetauftritt. Seit 1983 haben sich in Kirchengemeinden, Schulen und Vereinen Tausende von Fastengruppen gebildet, die sich mit lokalen Angeboten an der Aktion beteiligen. Über die jährliche Fastenaktion wird regelmäßig in den Medien berichtet, wie zum Beispiel in Hörfunk-, Fernseh- und Zeitungsbeiträgen.
Nachdem von den Reformatoren das Fasten ganz oder doch zumindest als gutes Werk (vgl. Rechtfertigung) abgelehnt wurde, war der Brauch in den protestantischen Kirchen über die Jahrhunderte in Vergessenheit geraten. Die Aktion hat die ursprünglich gemeinchristliche Tradition im deutschen Protestantismus wieder populär gemacht.

## Themen
- 1998: Lebensmittel – Mittel zum Leben[8]
- 1999: Medienlos[9]
- 2000: SchrittWeise[10]
- 2001: LeidLinien[9]
- 2002: ZuNeigung[11]
- 2003: Lebens(t)räume[12]
- 2004: auf!klären[13]
- 2005: Lichtblicke[14]
- 2006: Liebesbriefe. Merken, worauf es ankommt[15]
- 2007: Atempause. Spüren, wie das Leben fließt[16]
- 2008: Verschwendung! – 7 Wochen ohne Geiz[17]
- 2009: Sich entscheiden! – 7 Wochen ohne Zaudern[17]
- 2010: Näher! – 7 Wochen ohne Scheu[17]
- 2011: Ich war’s! – 7 Wochen ohne Ausreden[17]
- 2012: Gut genug! – 7 Wochen ohne falschen Ehrgeiz[17]
- 2013: Riskier was, Mensch! – 7 Wochen ohne Vorsicht[18]
- 2014: Selber denken! – 7 Wochen ohne falsche Gewissheiten[19]
- 2015: Du bist schön – 7 Wochen ohne Runtermachen
- 2016: Großes Herz! – 7 Wochen ohne Enge
- 2017: Augenblick mal! – 7 Wochen ohne Sofort[20]
- 2018: Zeig Dich! – 7 Wochen ohne Kneifen[21]
- 2019: Mal ehrlich! – 7 Wochen ohne Lügen[22]
- 2020: Zuversicht! – 7 Wochen ohne Pessimismus[23]
- 2021: Spielraum! Sieben Wochen ohne Blockaden[24]
- 2022: Üben! 7 Wochen ohne Stillstand
- 2023: Leuchten! Sieben Wochen ohne Verzagtheit
- 2024: Komm rüber! Sieben Wochen ohne Alleingänge[25]
- 2025: Luft holen! Sieben Wochen ohne Panik[26]

## Ziele
Ziel ist die bewusste Gestaltung der Passionszeit. Die Aktion lädt Menschen ein, Alltagsgewohnheiten zu überdenken: Sie verzichten zum Beispiel auf Genussmittel wie Alkohol, Nikotin oder Süßigkeiten oder andere Bequemlichkeiten wie Fernsehkonsum, Fertiggerichte oder Internet. Dadurch schaffen sie Platz für Veränderungen, entwickeln neue Perspektiven und stellen fest, was Lebensqualität ausmacht. Ein weiteres Motiv ist, durch Konsumverzicht Solidarität mit Benachteiligten zu zeigen. Dabei folgt die Aktion der Einsicht „Weniger ist mehr“ und stellt heraus, „7 Wochen OHNE sind auch 7 Wochen MIT“. Denn wo Verzicht ist, sei auch Platz für Neues.

## Unterschiede zur römisch-katholischen Fastentradition
Im Gegensatz zur römisch-katholischen Tradition ist das Fasten in den protestantischen Kirchen nicht mit dem Bußsakrament verbunden. Damit fehlt der Heil stiftende Charakter der Buße und mithin die allgemeine Verpflichtung für die Gemeindemitglieder, am Fasten teilzunehmen. Gleichwohl hat die Passionszeit als Zeit der Besinnung und innerer Einkehr ihre Bedeutung in der protestantischen Welt bis heute behalten.
Die Aktion 7 Wochen Ohne steht in dieser Tradition. Sie unterscheidet sich vom traditionellen römisch-katholischen Fastengebot darin, dass es zum einen keine konkreten (Speise-)Vorschriften und zum anderen keine allgemeine Verpflichtung zur Teilnahme gibt. Der Fastenbegriff ist weiter gefasst und beschränkt sich nicht darauf, auf bestimmte Speisen und Genussmittel zu verzichten (traditionell tierische Produkte wie Fleisch und Milch sowie Speiseöl). Er wird ausgedehnt auf die Enthaltsamkeit von persönlichen Gewohnheiten, auf das Umwerfen der eigenen Ordnung im Alltag, um sich frei zu machen von den Zwängen des Alltags, um das eigene Leben neu auf die eigenen inneren Wertvorstellungen und auf Gott auszurichten. Weil es den einzelnen Gläubigen freigestellt ist zu fasten, ist die Teilnahme an der Fastenaktion freiwillig.

## Wirkungsgeschichte
Als Ergänzung zur evangelischen Aktion „7 Wochen ohne“ hat die Selbständige Evangelisch-Lutherische Kirche die dezidiert ökumenisch ausgerichtete Aktion „7 Wochen mit“ gestartet. Diese Aktion versteht sich nicht als Konkurrenz, sondern als Weiterentwicklung der evangelischen Fastenaktion. Ziel der Aktion „7 Wochen mit“ ist es, den Fokus weniger auf den Verzicht, sondern auf den Inhalt der Passion Christi zu lenken. Ähnlich verhält es sich mit der Aktion „7 Wochen anders leben“ des ökumenischen Vereins Andere Zeiten in Hamburg. Er verschickt wöchentliche Fastenbriefe und betreibt jeweils von Aschermittwoch bis Ostern eines der bundesweit größten Internetforen zum Thema Fastenzeit.